# Xã Beaver, Quận Newaygo, Michigan
Xã Beaver (tiếng Anh: Beaver Township) là một xã thuộc quận Newaygo, tiểu bang Michigan, Hoa Kỳ. Năm 2010, dân số của xã này là 509 người.